# ببر تسماني (جنس)
الببر التسماني (باللاتينية: Thylacinus) هو جنس منقرضٌ من الجرابيَّات، ينتمي إلى مجموعة دصيوريات الشكل. النوع الوحيد المُنتمي إلى الجنس الذي عاش حديثاً هو الببر التسماني، لكنَّه انقرض في سنة 1936 نتيجة الصَّيد الجائر. جميع الأنواع الأخرى التي يشملها الجنس عاشت في عصورٍ قبل تاريخيَّة على قارة أستراليا. وهو يضمُّ أيضاً نوعاً غير معروفٍ عاش على جزيرة غينيا الجديدة أثناء عصر البلستوسين.

## الأنواع
قائمةٌ بالأنواع التي يشملها جنس الببر التسماني:
- Thylacinus cynocephalusويعرف أيضاً بالببر التسماني (عاش من بداية البليوسين إلى سنة 1936).
- Thylacinus macknessi (عاش من الأوليجوسين العلوي إلى الميوسين السفلي).
- Thylacinus megiriani (عاش من الميوسين العلوي إلى البليوسين السفلي).
- Thylacinus potens (عاش في الميوسين السفلي).
- Thylacinus rostralis.
- Thylacinus yorkellus (عاش من الميوسين العلوي إلى البليوسين السفلي).